# La Légende du saule
Pour plus de détails, voir Fiche technique et Distribution.
La Légende du saule (titre original :  The Willow Tree) est un  film muet américain réalisé par Henry Otto, sorti en 1920.

## Synopsis
Une jeune fille refuse d'épouser un riche commerçant et s'enfuit de chez elle. Sa famille va croire par erreur qu'il s'agit d'un suicide...

## Fiche technique
- Titre original : The Willow Tree
- Titre français : La Légende du saule
- Réalisation : Henry Otto
- Scénario : J.H. Benrimo, June Mathis, Harrison Rhodes
- Photographie : John Arnold
- Direction artistique : M.P. Staulcup
- Société de production : Screen Classics Inc.
- Société de distribution : Metro Pictures Corporation
- Pays de production :  États-Unis
- Langue originale : anglais
- Format : noir et blanc — 35 mm — 1,33:1 — Film muet
- Durée : 60 minutes
- Date de sortie : 
  - États-Unis : 31 janvier 1920

## Distribution
- Viola Dana : O-Riu
- Edward Connelly : Tomotada
- Pell Trenton : Ned Hamilton
- Harry Dunkinson : Jeoffrey Fuller
- Alice Wilson : Mary Fuller
- Frank Tokunaga : John Charles Goto
- Tōgō Yamamoto : Itomudo
- George Kuwa : Kimura
- Tom Ricketts : Prêtre
- Jack Yutaka Abbe : Nogo